# Figli miei, vita mia
Figli miei, vita mia (Meus Filhos, Minha Vida) è una telenovela brasiliana del 1984 in 237 puntate (condensate in una versione di 162 nell'edizione italiana), ideata e scritta da Ismael Fernandes con la collaborazione di Crayton Sarzy e Henrique Lobo (quest'ultimo anche in veste di regista principale, affiancato da Antonino Seabra e Jardel Mello), e prodotta da SBT. I quattro protagonisti della trama sono interpretati da Miriam Pires, Raymundo de Souza, Denis Derkian e Carlo Briani.
La telenovela è ambientata a San Paolo del Brasile, e marginalmente a Rio de Janeiro.

## Trama
La storia è incentrata sulle vicissitudini di una vedova di San Paolo, Luzia, madre di tre giovani adulti, tutti maschi. Di fatto Figli miei, vita mia è divisa in due parti: nella prima varie e dolorose circostanze fanno sì che i quattro protagonisti per un periodo non possano rimanere direttamente in contatto tra loro. 
Luzia lavora come sarta in una ditta tessile gestita da Benjamin, un uomo scontroso e pieno di conflitti interiori, sposato con una donna ricoverata in una clinica psichiatrica in seguito alla morte del loro unico figlio. L'amore di Luzia per i suoi ragazzi non viene tollerato da Benjamin, che livido di rabbia e gelosia inizia a vessare la povera donna, che diventa quindi vittima di mobbing.
André, il figlio maggiore, si laurea brillantemente in legge; pur di fare carriera sposa la ricca e non proprio aggraziata Olga, figlia di Yara e Pascoal, uno dei più noti legali della città, senza immaginare che il matrimonio si rivelerà un vero inferno. Con un subdolo e vile stratagemma, Olga impedisce a Luzia di assistere alla cerimonia; André intuisce che dietro c'è lo zampino della novella sposa e glielo rinfaccerà durante la prima notte di nozze. La donna, gelosa e possessiva al limite del patologico, prova avversione nei confronti della famiglia di André e a causa di ciò si mette in urto pure coi propri genitori. Pascoal e Yara, rendendosi conto del carattere problematico e conflittuale della figlia cercheranno a più riprese di farla riflettere arrivando anche a mettersi contro di lei. Avendo iniziato a lavorare nello studio legale del suocero, André non trova il coraggio di lasciare Olga.
Mario, il figlio più giovane, è uno studente universitario di medicina che finisce in carcere a causa di alcune cattive compagnie e strane speculazioni. Inviato poi in una colonia penale agricola, avrà modo di ravvedersi e continuare gli studi spronato da Rosa, l'assistente sociale che opera nella struttura e che si innamora di lui. Il giovane dovrà però vedersela con la vendetta di alcuni suoi ex complici che insieme a lui stanno scontando la pena. 
Pedro, l'altro figlio di Luzia, fa il meccanico in un'officina; coinvolto suo malgrado nei loschi traffici che hanno causato l'arresto del fratello, è costretto ad allontanarsi dalla città. 
In seguito alla condanna di Mario, Olga impone ad André di non frequentare più sua madre: l'uomo, provando vergogna per la condotta del fratello, obbedisce rinnegando di fatto la famiglia di origine ma questo crea una frattura insanabile che avrà conseguenze molto negative nella loro vita di coppia.
Così Luzia, che nel frattempo è stata licenziata, perde ogni possibilità di contatto diretto coi figli, restando inoltre senza soldi e senza casa; e come se tutto ciò non bastasse, la sua vista si indebolisce a causa di una cataratta bilaterale. André nel frattempo ha instaurato un buon rapporto con Cleusa, la nuova cameriera della coppia, una giovane donna sensibile e capace di comprenderlo. Olga, pur di scongiurare catastrofi e tradimenti che sono solo nella sua mente, accusa la povera Cleusa di averle rubato i preziosi gioielli, che in effetti vengono ritrovati nella valigia della cameriera; ma in realtà dietro ciò c'è la mano diabolica di Olga. A questo punto la situazione precipita del tutto; André, avendo scoperto la verità, si scaglia contro la moglie e difende apertamente Cleusa. Olga allora cerca di impietosire con le lacrime André, che però sarà irremovibile e lascerà la casa. Pascoal e Yara, ormai stanchi e snervati dalle crisi isteriche della figlia, la mettono di fronte alle sue responsabilità rifiutandosi di assecondarla ulteriormente e rinfacciandole tutti i problemi che ha causato. Olga si ritroverà isolata e incapace di gestire la sua vita matrimoniale che sta andando a rotoli. Quando però scopre di essere incinta, la gioia di diventare madre la porta a una lunga riflessione; non solo cambia atteggiamento, diventando più comprensiva e accomodante, ma presa dal rimorso per tutti i danni fatti e resasi conto che avrebbe potuto evitare tante problematiche e vivere serenamente il suo matrimonio accetterà finalmente Luzia come suocera. 
Pedro rientra a San Paolo e si lega sentimentalmente a Zilda, l'ex fidanzata di Mario, per poi aprire un'officina di sua proprietà. André si riavvicina alla madre e perdona Olga, salvando così il proprio rapporto con lei. Mario torna libero e si riscatta unendosi in matrimonio con Rosa. La famiglia finalmente si è riunita. Reduce da una complicata relazione, finita con la tragica morte del compagno, Rosa vede in Mario la propria salvezza. 
Olga cerca di riconciliarsi anche con Mario e Pedro ma il destino non le permetterà di farlo: la gravidanza si rivela più difficile del previsto così come il parto e la donna muore nel dare alla luce una bellissima bambina alla quale verrà dato il nome di Cinzia. André, rimasto vedovo e con una figlia neonata da gestire, inizia una relazione con Cleusa, di cui si è scoperto innamorato. Pascoal e Yara, distrutti per la morte della figlia, decidono di lasciarsi tutto alle spalle, affidano lo studio legale ad André e partiranno quindi per un viaggio. 
André, che si sente in difetto verso la madre che ha tanto trascurato, acquista una grande casa in un quartiere residenziale. Luzia, dopo aver finalmente risolto i problemi visivi, si stabilisce nella nuova proprietà con André stesso, la piccola Cinzia, Cleusa e Pedro, pronta ad affrontare con serenità il futuro, ma nuove nubi sono all'orizzonte. Adelaide Breno Guimares, ricchissima vedova che brama vendetta per la misteriosa morte del figlio Lauro avvenuta anni prima, è decisa a fare riaprire il processo nella speranza di vedere condannata la presunta colpevole e si rivolge dunque ad André, che ormai è un brillante e affermato avvocato: l'uomo accetta l'incarico senza sapere che la persona di cui Adelaide sospetta è sua cognata Rosa. Inoltre il rapporto tra André e Cleusa viene messo alla prova a causa di Isabel, figlia di Adelaide, che si innamora dell'avvocato nonostante sia anche lei fidanzata. In questa seconda parte della telenovela c'è anche spazio per storie parallele, con l'introduzione di altri personaggi, diversi dei quali non interagiranno mai con Luzia e i suoi figli.

## Produzione
- Lo scrittore Miguel M. Abrahão sostiene in Figli miei, vita mia un piccolissimo ruolo: è stata la sua unica prova di attore per la tv. [1]
- Nella telenovela appaiono anche, nel ruolo di loro stessi, la modella Heloísa Pinheiro e il conduttore televisivo Mauro Zukerman.

## Edizione italiana
La telenovela è stata trasmessa in Italia dapprima dalle TV regionali a partire dal 1986 grazie alla ITB (una società di distribuzione che già aveva importato in Italia diversi cartoni animati giapponesi di successo), poi da Tv7 Pathè e Supersix nel corso degli anni 90, quindi da Donna TV nella stagione televisiva 2021-22 e nel 2025.
Il doppiaggio, a cura di Bruno Cattaneo, è stato curato dalla società C R C con sede a Roma. La sigla italiana è Figli miei, vita mia, canzone eseguita dall'Orchestra Raul Casadei, in sostituzione del brano originale, Gratidão, di Agnaldo Rayol.